# Vlado Antolić
Vladimir Antolić (Dežanovac kraj Daruvara, 4. lipnja 1903. – Zagreb, 13. svibnja 1981.) bio je hrvatski arhitekt i urbanist.
Projektirao je između ostaloga detaljan plan zagrebačkog Cvjetnog naselja i bio savjetnik za urbanizam u Ujedinjenim narodima.
Arhitekt Vlado Antolić bio je jedan od glavnih zastupnika naše moderne arhitektonske misli, naš glavni predstavnik na tada najvažnijem arhitektonskom zbivanju – CIAM-u, kao i poveznica između svjetske avangarde i nas te obratno. Kao i drugi arhitekti moderne, smatrao je svojim društvenim zadatkom beskompromisno se zauzimati za napredne ideje arhitekture, urbanizma i prostornog oblikovanja. Također ga među ostalim arhitektima ističe razmišljanje o socijalnom i humanističkom aspektu arhitekture.

## Životopis

### Mladost i izobrazba
Vladimir Antolić rođen je 4. lipnja 1903. u Dežanovcu kraj Daruvara kao najmlađi od troje djece majke Vikice rođene Wachtl i oca Pavla. Obitelj se ubrzo seli u Bjelovar gdje 1922., završava realnu gimnaziju s velikom maturom. Iste godine se upisuje na Visoku tehničku školu u Beču, gdje uz studij pohađa i seminar iz urbanizma kod profesora Karla Heinricha Brunerra (1926.-'27) te odrađuje praksu kod arhitekta Amlachera. Nakon Beča godinu dana provodi u Parizu, u ateljeu Le Corbusiera, gdje se neposredno upoznao s osnivanjem CIAM-a (Congrès internationaux d'architecture moderne).

### Početak karijere i rad na urbanističkim projektima grada Zagreba
Nakon stečenog inozemnog iskustva, mladi se Antolić vraća u Zagreb i od 1930. do 1932. radi u uredu Freudenreicha i Deutscha kao samostalni arhitekt projektant. Također, bio je član Radne grupe Zagreb uz: Viktora Hećimovića, Zvonimira Kavurića, Josipa Pičmana, Josipa Seissela, Bogdana Teodorovića i Ernesta Weissmanna. 1932. polaže stručni ispit u Beogradu te s radom nastavlja u Gradskom građevnom odsjeku zagrebačkoga Gradskog poglavarstva, gdje je zajedno s S. Hribarom, A. Ulrichom i J. Seisselom, a kasnije i s I. Zemljakom do 1945. radio na urbanističkom planu i Regulatornoj osnovi za Zagreb. Antolić je redoviti član CIAM-a od 1932. do 1939. godine, na čijim kongresima redovito sudjeluje (Atena, Amsterdam, Pariz, Zürich, Budimpešta). 1933. godine bio je potpisnik Atenske povelje (kojom je Le Corbusier postavio temelje modernog planiranja gradova i koja se smatra jednim od najvažnijih dokumenata funkcionalnog urbanizma). Antolićevo sudjelovanje na tim međunarodnim kongresima izrazito je bitno za našu sredinu, jer je znanja i svjetonazor, koje je tamo razvijao, primjenjivao radeći kao urbanist i arhitekt u Zagrebu. O načelima novog urbanizma više je puta sam pisao u stručnom tisku, u nizu članaka o suvremenoj arhitekturi i gradogradnji. V. Antolić je već kao mladi arhitekt prepoznao utjecaj razvoja automobilizma na urbanističku strukturu grada Zagreba, te se u Aferi oko kolnog mosta iz 1935., današnjeg pješačkog mosta, zajedno s zagrebačkim kolegama zalagao za izgradnju nove alternative koja će omogućiti neometani promet motornih vozila u oba smjera. Iako je njihov prijedlog za izgradnjom većeg mosta po uzoru na tadašnje glavne europske gradove bio odbijen, njihove kritike na veličinu i ulogu tadašnjeg kolnog mosta u Zagrebu su se pokazale točne u odnosu na brzinu razvoja cestovnog prometa i kasnije prenamjene u pješački most nakon što je izgrađen novi Jadranski most.
''Antolić je, dakle, našu kulturnu klimu na početku tridesetih godina povezivao s najnaprednijim kretanjima svjetske arhitektonske misli i praktična djelovanja, uključujući nas u svjetska zbivanja. Danas nam je to saznanje osobito važno, jer opet moramo isticati vrijednosti naše moderne misli i djela onog vremena kad smo arhitektonskim stvaralaštvom stajali uz bok europskoj avangardi. Antolić je svojim djelom, širokom kulturom i međunarodnim angažiranjem pokazivao naš identitet u sklopu razvitka moderne europske arhitekture između dva rata.''
Antolić je sudjelovao na brojnim arhitektonskim natječajima, od kojih je dobio 22 nagrade i otkupa javnih zgrada.
Od 1945. nadalje nastavlja s radom na urbanističkim projektima u Ministarstvu građevina u Zagrebu. Nakon Drugog svjetskog rata 1945., Antolić organizira Urbanističku službu u Hrvatskoj s ciljem promicanja funkcionalnog urbanizma. 1946. mu je dodijeljena dužnost direktora urbanističkog Instituta u sklopu Ministarstva komunalnih poslova u Zagrebu. 1948. nastavlja funkciju direktora Urbanističkog Instituta u Narodnom odboru grada Zagreba, te na temeljima tadašnje suvremene teoretske misli sa suradnicima radi Regulacioni plan i Direktivnu regulacionu osnovu Zagreba 1949. – 1953.
Od 1951. do 1953. obnaša dužnost direktora Urbanističkog Zavoda Narodnog odbora grada Zagreba. Od 1953. do 1965. bio je savjetnik Ujedinjenih naroda za urbanizam i regulativno planiranje.

### Inozemna karijera
Surađujući s Ujedinjenim narodima kao urbanistički savjetnik radio je na sljedećim projektima:
- 8. kolovoza 1953. do 31. prosinca 1958. - savjetnik za urbanizam za Rangoon, Burma
- 1. siječnja 1959. do 23. srpnja 1961. - urbanistički projekt u Kuala Lumpuru, Malezija
- 14. ožujka 1962. do 1965. -  urbanistički savjetnik za Jakartu, Indonezija

### Povratak u domovinu
- 1965. se vraća u Zagreb, odlazi u mirovinu i postaje dopisni član Jugoslavenske Akademije Znanosti.
- 1975. dobiva nagradu za životno djelo „Vladimir Nazor“.
- 13. svibnja 1981. umire u Zagrebu, ostavljajući za sobom vrijedno životno djelo čije glavno obilježje je bilo promicanje socijalno osviještenog modela urbanističkog planiranja temeljenog na ideji da svaki građanin neovisno o društvenom staležu ima pravo na kvalitetan stambeni prostor. Dio stvaralaštva koje je sačuvano od poplave u listopadu 1964. u Zagrebu, donirao je sin dipl.ing.arh. Stanko Antolić Hrvatskom muzeju arhitekture.

## Djela

### Glavne značajke stvaralaštva
Antolić je odigrao jednu od glavnih uloga u promicanju i ostvarivanju ideja funkcionalnog urbanizma temeljenog na kritičkim i znanstvenim načinima rješavanja urbanističkih problema. Funkcionalni urbanizam je definirao kao „pitanje funkcionalnoga društvenog uređenja, a ne funkcionalne arhitekture”. Cijelo Antolićevo stvaralaštvo se temelji na materijalističko deduktivnoj metodi u urbanizmu, koju su zagovarali i članovi CIAM-a (Congrès International d'Architecture Moderne) Antolić je već kao mladi stručnjak smatrao da „arhitektura nije uzrok samovoljno odabranih oblika u prirodi, niti domišljatost, već plod dugogodišnjeg razvoja građevne tehnike primijenjene na temeljne materijale: drvo, kamen, čelik, beton, ravni nadvoj većih raspona, itd., te da u toj njenoj jedinstvenoj osobini treba tražiti umjetnost oblikovanja u skladu s duhom vremena i stupnjem općega društvenog razvoja." U svakom segmentu svoga rada pokušavao je riješiti tadašnje aktualne probleme neplanirane gradnje, loših uvjeta stanovanja na periferiji grada predviđajući industrijski napredak, razvoj cestovnog prometa, širenje gradova i smanjenje zelenih površina. Poznato je njegovo stajalište da „Zelenilo u gradu treba biti osim rezervoara zraka i prostor za kretanje ljudi, za sport i rekreaciju.“ što se najbolje očituje u planu Cvjetnog naselja u Zagrebu. Utjecaj na njegovo stvaralaštvo su imala i česta putovanja u Njemačku s ciljem praćenja trendova moderne njemačke arhitekture, proizašle iz pokreta „Bauhaus“ te izvedenih satelitnih gradova Frankfurta na Majni i Berlina. Antolić je bio nadahnut ljudskom vrijednosti toga pokreta koji je izašao iz novih mogućnosti gradnje kao posljedice suvremenih materijala i tendencije usavršavanja kvalitete stambenog prostora za pojedinca. Najbolji primjer inspiracije pokreta Bauhaus se odražava se u tipskim kućama Cvjetnog Naselja koje odlikuju spoj prirodne svjetlosti, zelenila prirode i jednostavnih linija.

### Realizacija zagrebačkog Cvjetnog naselja
Grad Zagreb nije nastao kao grad na rijeci, Sava je zapravo samo tekla pokraj Zagreba. Do tridesetih godina 20-og stoljeća grad se razvijao linearno, uzduž željezničke pruge, na istok i zapad. Područje prema jugu i Savi, zbog neregulirana korita i čestih poplava, ostalo je dugo samo njegova južna granica, izolirani, nedefinirani prostor divlje izgradnje sa skladištima, manjom industrijom i potleušicama. Nakon Međunarodnog natječaja za generalnu regulatornu osnovu Zagreba 1930-31. taj je prostor prihvaćen kao potencijalno atraktivan za širenje grada. Vlado Antolić kao djelatnik Gradskog građevnog ureda, zajedno sa S. Hribarom, A. Ulrichom i J. Seisselom, a kasnije i s I. Zemljakom, od 1932. do 1945. godine radi na Regulatornoj osnovi Zagreba. U tom vremenu, godine 1939. Vlado Antolić projektira Cvjetno naselje, jedno od prvih planski izgrađenih naselja uz rijeku Savu.
Cvjetno naselje projektirano je kao humano (i humanitarno) naselje za činovnike – srednju klasu koja nije životno ugrožena, ali nema i nikad neće zaraditi dovoljno novca za gradnju kuće ili stana – pa im je omogućeno graditi na otplatu. Projekt je bio urbanističko – arhitektonski, ali i socijalan: sagledavao je i rješavao čitav niz problema, od nabave kredita do otplate, te od parcelacije zemljišta do izgradnje različitih tipova kuća, a podrazumijevao je i izgradnju infrastrukture naselja – vrtića, škole, dućana, igrališta, parka, itd. Obiteljske kuće su izgrađene, ali je drugi svjetski rat prekinuo gradnju dodatnih sadržaja. Autor hortikulturnog uređenja te školske zgrade izgrađene tek 1957. godine je Zlatko Neumann, autor stambenih nizova Stjepan Planić, a autori obiteljskih kuća su Vlado Antolić, Zvonimir  Kavurić i drugi. Tlocrt naselja vrlo je jednostavan i neznatno izmijenjen u izvedbi u odnosu na prvotni plan. Ortogonalna mreža ulica – ulice I-IV Cvjetno naselje u smjeru sjever-jug, ulica Savski nasip na jugu i gradska obilaznica – Zadarska ulica (sada Slavonska avenija) na sjeveru uokviruju tri polja zemljišta s po 22 parcele za gradnju obiteljskih kuća. Parcele su veličine 20 x 40 metara, dakle 800 m2. U smjeru istok-zapad naselje je presijecala pješačka ulica Cvjetna aleja. Kasnije se ulice I-IV Cvjetno naselje zatvaraju prema sve više prometnoj Slavonskoj aveniji, a Cvjetna aleja postaje stambena prometnica, što je mali ustupak za dobiveno, jer se blizina dviju glavnih i najprometnijih gradskih prometnica – Slavonske avenije i Savske ulice – unutar naselja uopće ne osjeća. Rijedak promet stambene ulice ne umanjuje ljepotu i mir drvoreda. Obostrano uz ulice I-IV Cvjetno naselje nižu se parcele za samostojeću obiteljsku izgradnju, a kuće su na parceli smještene sve jednako – sve imaju predvrt od 8 metara, uređen prema zajedničkom hortikulturnom planu kao travnjak s ukrasnim biljem i ograđen prema ulici živom ogradom, tj. živicom. Posebno je zanimljiva prvobitna koncepcija: parcele nisu trebale biti međusobno odjeljene ogradama – kuće su trebale imati jedan zajednički vrt/park. Međutim, taj skandinavski princip zajedničkog korištenja parcele bio je prerevolucionaran i nije zaživio kod nas pa su sagrađene i ograde. Kuće su orijentirane na jug i prema vrtu (istok ili zapad). Udaljenost od sjeverne međe svim kućama je 3m, tek da omogući pristup kući i vrtu. Stražnji vrtovi zamišljeni su kao travnjaci, voćnjaci i povrtnjaci. Parcele su dovoljno velike, udaljenost susjednih kuća je oko 10 metara, pa svaka ima dovoljno sunca. 
Antolić je projektirao nekoliko tipova kuća, različitih tlocrtnih gabarita i različitih visina (jednokatne i dvokatne), različitih tlocrtnih rasporeda, ali sve s istim konstrukcijskim karakteristikama i istim arhitektonskim izrazom. Zanimljivost konstrukcije proizašla je iz lokacije – blizina savskog nasipa inicirala je ideju o gradnji ''modernih sojenica''  – Antolić je (s istaknutim statičarem Zvonimirom Kavurićem) projektirao kuće na armiranobetonskim stupovima. Glavni stambeni sadržaji su na katu (piano nobile) zaštićeni od poplave, a u prizemlju s armiranobetonskim stupovima i ispunom ziđa od opeke smještene su pomoćne prostorije. U slučaju poplave Sava može odnijeti zidove prizemlja, ali ne i stupove. Velika poplava dogodila se 1964. godine, ali srećom nije odnijela ni zidove.
Uredbom je bio zadan vanjski izgled kuća u naselju pa je velik dio naselja izgrađen prema projektima ponuđenih tipova kuća arhitekta Antolića, karakterističnog blago skošenog jednostrešnog krova (prekrivenog valovitim salonitom). Cijelo naselje projektirano je u najboljoj maniri moderne, slijedeći sve naputke zaključaka CIAM-a, Atenske povelje, kao mali La ville radieuse – zračni grad. Cvjetnim naseljem Antolić je obogatio grad Zagreb arhitektonskim i urbanističkim vrijednostima. Pojedinačne objekte naselja projektirao je do detalja pri čemu je arhitektonska koncepcija strogo podređena funkciji i konstrukciji. Usprkos tome, Antolić u svoje projekte za srednji građanski sloj unosi humanizam, on gradi kuće razmišljajući o njima kao o domovima. Cvjetno naselje na zagrebačkom Trnju bilo je, po riječima književnice Željke Čorak, ''zagrebački međuratni urbanistički domet'', a i danas, nakon više od 80 godina, njegovog se urbanizma ni arhitekture, a naročito ideje, ne bi posramio nijedan suvremeni arhitekt.

### 1930-ih
- 1929. – natječaj za Dom u Banjaluci
- 1932. - regulacija splitskih predjela Baćvice i Firule s Josipom Pićmanom i Zdenkom Strižićem, prvonagrađen [4]
- 1932. – izložba o stanovanju u „Zemlji“ časopis progresivnih intelektualaca
- 1934. – obiteljska vila u Blažekovoj ulici 4, utjecaj Bauhausa i Le Corbusierove purističke faze [5]
- 1933. – 1934. - zajedno sa Zvonimirom Kavurićem i Viktorom Hećimovićem radi na natječaju za Tomislavov dom na Sljemenu i osvoja drugi otkup i natječaj za dom Poštanske štedionice s Blažekovićem
- 1935. – drugonagrađeni na natječaju za projekt paviljonskog sklopa Poljoprivredno-šumarskoga fakulteta u Maksimiru u Zagrebu, trećenagrađeni za zgradu Zakladne bolnice u Zagrebu s članovima RGZ-a [5]
- 1936. - natječaj za Regulacijsku osnovu Sušaka s Jurjem Neidhardtom i Zdenkom Strižićem  [4]
- 1936. – samostalno je izveo zgradu ambulante u tadašnoj Hirčevoj ulici 1. u Zagrebu
- 1936. – natječaj za hotel na Plitvicama
- 1937. – škola za civilnu zaštitu na Ksaveru
- 1936. – 1937. - zajedno sa Zvonimirom Kavurićem, Franjo Bahovcem i Josipom Gauppom radi na projektu za Zagrebački električni tramvaj, za novo tramvajsko spremište u Ozaljskoj ulici (armiranobetonska konstrukcija s lučnim okvirima)
- 1935. – 1936. Regulacijske osnove Niša i Novoga Sada
- 1937. – prijedlog novog Doma inženjera s uključenom klupskom kućom i tehničkim muzejem
- 1938. – 1940. – autor projekta Cvjetno naselje, jedno od prvih planski izgrađenih naselja uz rijeku Savu u Zagrebu.

|  |

### 1940-ih
- 1945. – 1948. – aktivan rad u Ministarstvu građevina, izrađuje direktivne osnove za Zagreb, Karlovac, Sisak, Dubrovnik, Makarsku i Dugu Resu[6]
- 1946. – 1948. – direktivna regulatorna osnova Bitole, Prilepa, Sv. Nikole, Struge i Ohrida, regionalni plan Ohridskog jezera, izvedba vila na Ohridskom jezeru za Vladu Republike Makedonije
- 1949. – autor Moskovskog bulevara (današnje Ulice grada Vukovara u Zagrebu) kao jedinog (djelomičnog) ostvarenja planske izgradnje grada u prvim desetljećima nakon rata, koja je predstavljena u direktivnoj regulacijskoj osnovi grada 1949. pod pečatom tadašnjeg Urbanističkog instituta Hrvatske, u kojem je ravnatelj bio Vladimir Antolić. Nikad do kraja izgrađena Ulica grada Vukovara najbolji je primjer CIAM-ovskih urbanističkih principa i Atenske povelje, Le Corbusiera.[7]
- 1949. – direktivna regulacijska osnova Novoga Zagreba.[8]
- 1949. – prijedlog rješenje elemenata razvoja grada Zagreba, odnos prema željezničkoj pruzi, željeznički čvor, širenje i prodor grada prema jugu, regulacija Save, zoniranje nove industrije, stambene zone i Trnje kao zone visokog urbaniteta.[6]

|  |

### Od 1950-ih nadalje
- 1952. – pobjeda na javnom natječaju za projekt Zimskog plivališta Mladost na Trgu sportova u Zagrebu,  u suradnji s arhitektima F. Bahovcem i B. Tušekom koje je izgrađeno 1958. kao prvi zatvoreni sportsko-rekreacijski objekt u Zagrebu
- 1953. do 1958. – savjetnik UN-a za urbanizam i regionalno planiranje, generalni urbanistički plan za Rangoon i nekoliko značajnih gradova Burme
- 1958. do 1961. - detaljni urbanistički plan za Kuala Lumpur i prostorni plan rijeke Klang u Maleziji
- 1962. do 1965. - instruktor UN-a za urbanizam, generalni urbanistički projekt za Djakartu u Indoneziji
- 1975. - nagrada za životno djelo „Vladimir Nazor“

## Promicanje ideja funkcionalizma u urbanizmu
- 1931. – osnutak Radne grupe Zagreb (1931. – 1934.)  sa Z. Kavurićem, J. Pičmanom, J. Seisselom, V. Dušmanom Hećimovićem, B. Teodorovićem i E. Weissmannom [4]
- 1932. i 1933. priprema hrvatske delegacije CIAM-a za Četvrti kongres, tema „Funkcionalni grad“, gdje surađuje s Le Corbusierom i Serteom i izlaganje dijela materijala na četvrtoj izložbi „Zemlje“ u Umjetničkom paviljonu u Zagrebu, „Kuća i život“[9]
- 1932. – sudjelovanje na projektu „Problemi suvremene arhitekture“ zajedno s Pičmanom i Weissmannom
- 1933. – predavanja na Pučkom učilištu „Grad i društvo“, urbanizam mora osigurati kolektivni napredak na temelju unaprijed organiziranog plana
- 1935. – CIRPAC kongres u Amsterdamu
- 1937. – sudjelovanje na CIAM-u i predavanje „Razvoj naših gradova“na konferenciji arhitekata istočnih zemalja CIRPAC-a u Budimpešti kojim upoznaje istočnoeuropsku stručnu javnost s regulacijskom osnovom Zagreba
- 1947. – prvi ravnatelj i suosnivač Urbanističkog instituta Ministarstva građevina
- 1949. – prvi ravnatelj Urbanističkog zavoda GNOZ-a

## Slikarsko stvaralaštvo
Osim uspješnog urbanističkog stvaralaštva, Antolić je bio i nadareni slikar. Do danas su sačuvani njegovi brojni crteži i akvareli iz mlađih dana dok je služio vojni rok u Mariboru i odrađivao stručnu praksu u Parizu. Vrlo je vješto prikazivao pejzaže, portrete i karikature koje odišu duhom 20-tih godina 20. stoljeća.
- Slikarsko stvaralaštvo Vladimira Antolića, primjer akvarela.
- Vladimir Antolić akvarel glazbenik
- Vladimir Antolić akvarel gospodin
- Vladimir Antolić primjer karikature
- Privatna zbirka Stanka Antolića, portret iz 1929.

## Pogledajte i ovo
- Cvjetno naselje, Zagreb

## Vanjske poveznice
- Antolić, Vlado Hrvatska tehnička enciklopedija, portal hrvatske tehničke baštine. LZMK